# Ou Est Le Swimming Pool
Ou Est Le Swimming Pool foi uma banda inglesa de synthpop surgida em Londres, no bairro de Camden, composta por Caan Capania, Charles Haddon, e Joe Hutchinson.
O nome da banda é uma mistura do francês (Où Est Le: onde está a) e do inglês (Swimming Pool: piscina), e é inspirado por uma frase da professora de francês Senhora Crabbe (interpretada por Pam Ferris), na série de televisão ''Hardwicke House''. Lançaram quatro singles.

## História
Em 2009, a banda lançou e relançou seu single de estréia, "Dance the Way I Feel", antes de excursionar com a La Roux em sua turnê no Reino Unido. Em 2010, a banda lançou os singles "These New Knights", "Jackson's Last Stand", and "The Key", bem como o seu álbum de estreia, The Golden Year.
A banda tocou no Festival de Glastonbury, e no Bestival em 2009, e excursionaram com La Roux em sua turnê no início de 2010. Em Maio, eles tocaram no Evolution Festival e em julho, no Global Gathering, juntamente com uma série de festivais por toda a Europa durante o verão de 2010.
Eles aparecem no quinto álbum do Tiësto, A Town Called Paradise, na música "The Feeling".

### A morte de Charles Haddon e a dissolução
Em 20 de agosto de 2010, Charles Haddon, o vocalista da banda, morreu depois de uma apresentação no Pukkelpop, na Bélgica. Ele cometeu suicídio na área de estacionamento dos artistas. Foi relatado que Haddon ficou angustiado por temer que tinha ferido gravemente uma jovem durante a performance, depois de um stage dive No entanto, outras fontes informam que, na verdade, foi Hutchinson, que mergulhou na multidão e feriu a fã em questão. Ele tinha 22 anos.
Em 3 de outubro de 2010, os membros restantes organizaram um festival, anunciado como Chazzstock, em memória de Haddon, no Koko, em Camden, Londres. The Kooks, Mr Hudson, Tony Hadley (do Spandau Ballet), Man Like Me, Daisy Dares You, Kissy Sell Out, Tribes, Ollie Wride, e The Horrors participaram do evento. O evento arrecadou mais de £8.000 para instituições de caridade. Faris Badwan (The Horrors) também dedicou o primeiro álbum de seu projeto-paralelo, Cat's Eyes, em memória a Haddon.

## Discografia

### Álbum
- The Golden Year (Reino Unido: 11 de Outubro de 2010;[18] Austrália: 1 de Outubro de 2010[19]))

### Singles
| Ano                                                                    | Único                  | Posição mais alta atingida na parada | Posição mais alta atingida na parada | Posição mais alta atingida na parada | Posição mais alta atingida na parada | Posição mais alta atingida na parada | Álbum           |
| Ano                                                                    | Único                  | Reino UNIDO                          | Reino UNIDO IND                      | AUSTRÁLIA                            | BEL (FL)                             | NZ                                   | Álbum           |
| ---------------------------------------------------------------------- | ---------------------- | ------------------------------------ | ------------------------------------ | ------------------------------------ | ------------------------------------ | ------------------------------------ | --------------- |
| 2009                                                                   | "Dance the Way I Feel" | 110                                  | 10                                   | 16                                   | 20                                   | 20                                   | The Golden Year |
| 2010                                                                   | "These New Knights"    | —                                    | —                                    | —                                    | —                                    | —                                    | The Golden Year |
| 2010                                                                   | "Jackson's Last Stand" | —                                    | —                                    | 79                                   | —                                    | —                                    | The Golden Year |
| 2010                                                                   | "The Key"              | —                                    | —                                    | —                                    | —                                    | —                                    | The Golden Year |
| "—" denota um lançamento que não entrou nas paradas ou não foi lançado |                        |                                      |                                      |                                      |                                      |                                      |                 |